# Старобільська центральна районна бібліотека
Старобільська центральна районна бібліотека — головна бібліотечна установа Старобільського району Луганської області України.

## Історія
Історія створення бібліотечної справи на Старобільщині нараховує більше 100 років.
Перша згадка про відкриття бібліотеки в «Историческом обзоре деятельности Харьковского Общества распространения в народ грамотности» датується 1896 роком, де зазначається, що «першою установою, відкритою в році Відділенням товариства грамотності в Старобільську, була безплатна народна бібліотека…» Вона розташовувалась в невеликому приміщенні. Перші книжки для бібліотеки подарував один з гласних Думи Г. П. Доронін. 400 примірників книжок були різні за тематикою, починаючи від Євангелія на грецькій мові і закінчуючи календарем Гатцука. Книжковий фонд поступово розширювався щороку на суму 115 рублів.
Згідно Харківського календаря на 1889 рік в розділі про діяльність різних організацій зазначається, що безкоштовна народна бібліотека в Старобільську була відкрита 23 лютого 1897 року, а загальна кількість людей, які користувались її фондом досягала 478 чоловік. Бібліотека утримувалась за рахунок земства.
Книгозбірня працювала кожного дня, за винятком свят. Серед читачів закладу були представники навчальних закладів Старобільська, службовці, торговці та інтелігенція міста. Крім видачі книжок, працівники бібліотеки влаштовували для своїх читачів концерти, літературні вечори, новорічні ялинки і навіть бали. Книжки до бібліотеки постачав губернський книжковий склад, створений у грудні 1897 року.
У 1905 році у Старобільську відкрилася ще одна безкоштовна бібліотека-читальня. Відповідальним за її роботу був обраний Олександр Олексійович Лєбєдєв.
Станом на 1 січня 1908 року кількість читачів бібліотеки становила 1357 чоловік, а бібліотечний фонд нараховував 5000 екземплярів.
У Старобільському повіті в 1910 році налічувалося 55 бібліотек: дві з них розташовувались у власних приміщеннях; одна — в церковному будинку; п'ять — в церковних школах; одна — в приміщенні сільського правління і сорок три — в будівлях земських шкіл. Із звітів завідувачів бібліотек видно, що в 1910 році було видано 74348 книг.
У 1914 році бібліотека вже мала статус громадської. До 1922 року бібліотека знаходилась в невеликому приміщенні і була платною. Книжковий фонд налічував 11000 примірників, яким користувались 656 читачів. У 1922 році громадська бібліотека переїхала до колишнього будинку земської управи, в велике і світле приміщення із стелею у вигляді шатра. Читальна зала обладнана на 70 місць.
Після 1934 року Старобільська громадська бібліотека стала центральною окружною. В її штаті було 15 чоловік, двоє з них працювали з пересувним фондом. Книжкових фонд становив 25 тисяч примірників, бібліотека обслуговувала 1220 читачів.

### Воєнні роки
У 1941 році бібліотека змінює свій статус на Старобільську центральну бібліотеку імені Володимира Леніна.
Під час окупації міста бібліотека замурувала частину книг в підвальних приміщеннях бібліотеки, а ще частину бібліотекарі і читачі переховували у власних будинках. З усіх бібліотек невеликого міста, з книжкових шаф приватних квартир у будинок, що розташований на вулиці Фрунзе, німці звозили твори російських та західних класиків. Вони мали намір утворити з них попелище. Тисячі книг повинні були загинути в полум'ї. Частина з них вже була пошкоджена — ними вислали дороги для проїзду німецьких автомобілів. Населення міста приходило до попелища і рятувало обпалені вогнем книжки.
Після звільнення Старобільська від загарбників в місті відразу ж гостинно відчинила свої двері міська бібліотека. По місту швидко розійшлась звістка про роботу «Ленінки».
Крім дорослих, бібліотека обслуговувала і дітей. В цьому ж році вона стала називатися міською. Протягом кількох років бібліотека була єдиною в місті. Не було опалення і світла, робочий день тривав з 8.00 до 16.00 години. В її структурі були абонемент, читальна зала та пересувний фонд. У 1946 році книжковий фонд бібліотеки становив 100 тис. примірників, серед яких було багато цінних книг, виданих до 1917 року.
У 1948 році книгозбірня отримала статус районної. У 1967 році під час монтажу системи опалення в приміщенні закладу виникла пожежа. Вогонь зруйнував приміщення бібліотеки та більшу частину фонду. З цього часу бібліотека перемістилась в приміщення районного будинку культури і перебувала там до 1980 року.
У 1980 році разом з централізацією бібліотечної системи району Старобільська центральна районна бібліотека отримала нове приміщення. Вона розташувалася на першому поверсі будівлі на вул. Комунарів (тепер вул. Центральна), 36, в якому міститься й тепер.

## Сьогодення бібліотеки
Сьогодні Старобільська центральна районна бібліотека є розповсюджувачем не тільки художньої і спеціальної літератури, а й найрізноманітніших знань. Цьому сприяють заходи, що регулярно проходять в самій книгозбірні, у школах і культ установах. Це різноманітні виставки книжкові та декоративно — прикладного мистецтва, бібліотечні уроки, які навчають правилам користування книгою, вуличні акції, робота по національному відродженню українського суспільства, у ході якої в тій чи іншій цікавій формі йдеться про історію, мову, природу, звичаї народу. В окремі розділи можна виділити роботу закладу по патріотизму, духовному вихованню, моралі, по краєзнавству, правовому, економічному просвітництву.
Книгозбірня надає комп'ютерні і ксерокопіювальні послуги, забезпечує вільний доступ всіх громадян незалежно від місця їх проживання до правової інформації, надає інформацію про нормативні акти і закони, що діють у сфері трудового, цивільного, сімейного та інших галузях права.

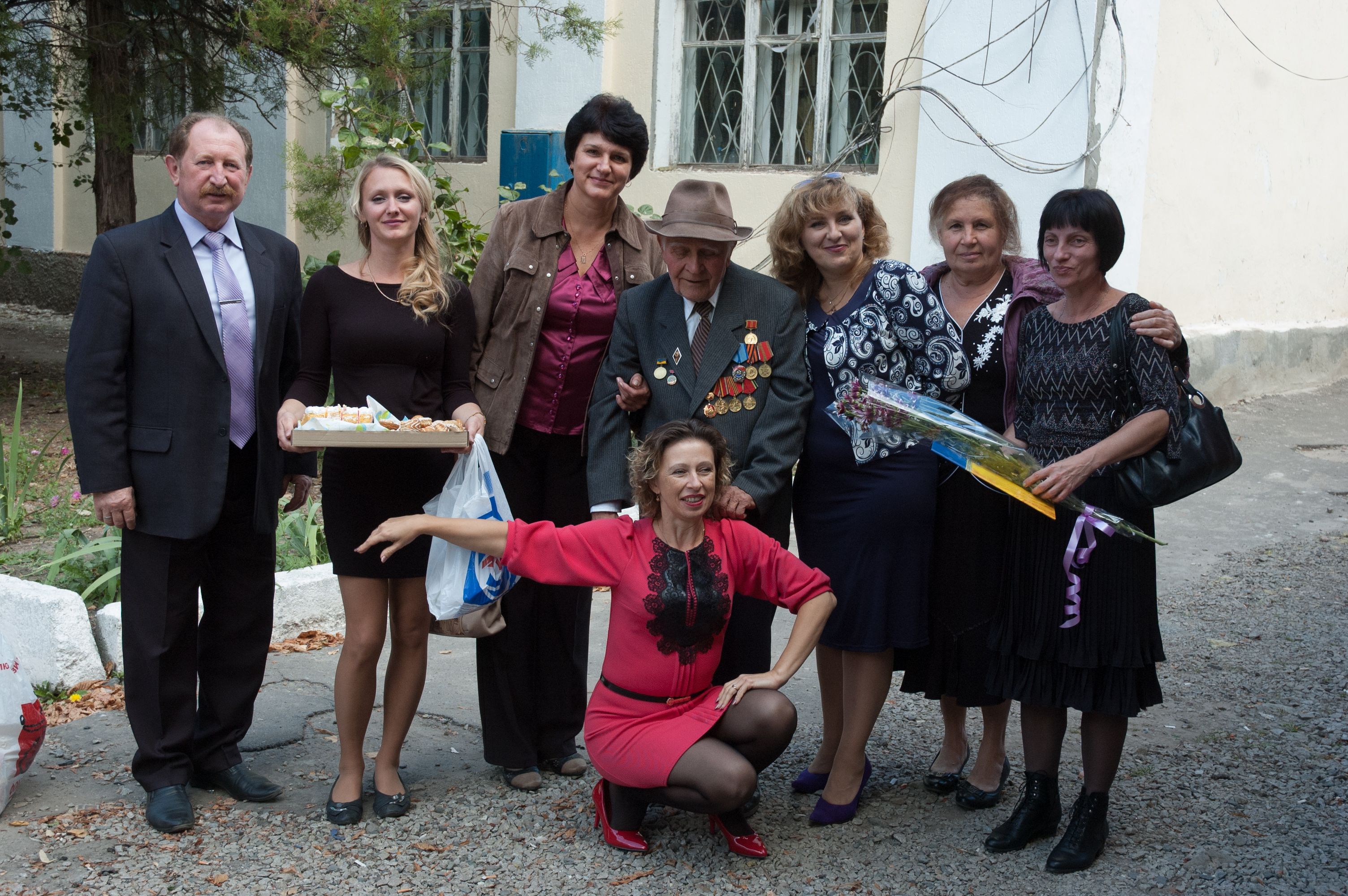
Ювілей Івана Кобилкіна

Протягом останніх років книгозбірня успішно реалізувала та продовжує втілювати в життя ряд проектів програми «Бібліоміст», проєкту «Працевлаштування та розвиток трудових ресурсів в бібліотеках» в рамках Української Ініціативи з Підвищення Впевненості, проект «Підтримка стабілізації громад, що зазнали наслідків конфлікту на Донбасі» Міжнародної Організації Міграції (МОМ) за підтримки народу Японії та плідно співпрацює з громадськими організаціями.
23 листопада 2016 року на базі Старобільської центральної районної бібліотеки з метою підвищення рівня поінформованості громадян України у сфері прав людини пройшло відкриття правового кіноклубу Docudays UA «На дванадцяти стільцях».
В стінах закладу діють клуби за інтересами: молодіжний «КІВІС», краєзнавчий «СКІФ» та клуб за інтересами старобільських майстринь «За покликом душі». В рамках роботи об'єднань відбуваються покази презентацій, поетичні читання, літературні вечори, презентації поетичних збірок місцевих авторів та майстер-класи з виготовлення різноманітних виробів.
У лютому 2017 року Старобільській центральній районній бібліотеці виповнилось 120 років з дня заснування.